# 野々山一三
野々山 一三（ののやま いちぞう、1923年（大正12年）9月24日 - 2013年（平成25年）1月19日）は、日本の労働運動家、政治家。参議院議員（2期）。

## 経歴
愛知県碧海郡富士松村（現・刈谷市井ケ谷町）の小作農の家に生まれる。高等小学校卒業後、国有鉄道米原機関区に就職した。1942年に日本国有鉄道名古屋鉄道教習所を卒業し、20歳で一人前の機関士となった。
召集され、1944年1月、フィリピン群島に送られる。同年夏、上陸用舟艇の艇長としてルソン島に転進。マニラ郊外に上陸後捕虜となる。1945年12月8日に輸送船に乗り、呉海兵団基地に帰還した。野々山の部隊は約960名編成されていたが、生存者はわずか20数名であった。生き残った野々山も栄養失調で体重は32キロまで落ちていた。
戦後、社会党の鈴木茂三郎と伊藤好道の門をたたき、弟子入りした。また、国鉄労働組合（国労）に加わり民同派として活動した。国労名古屋支部青年部長、同本部中央執行委員、同企画部長、同書記長を歴任。1959年、国鉄志免炭鉱払下げ問題で現地闘争を指導したが、その方針に批判を受けて退任し、全日本交通運輸労働組合協議会事務局長に転じた。労働法令審議会委員、中央労働基準審議会委員、自動車損害賠償責任保険審議会委員、日本国有鉄道経営調査会委員、日本社会党中央執行委員、同労働局長などを歴任。
1962年7月、第6回参議院議員通常選挙に全国区から日本社会党所属で出馬して初当選。1968年7月、第8回通常選挙では落選。
1971年6月、第9回通常選挙で全国区から出馬して再選。1977年の参院選には出馬しなかった。この間、参議院建設委員長、国土開発幹線自動車道建設審議会委員、社会党愛知県本部顧問などを務めた。
1979年、衆議院議員を通算5期務めた社会党の太田一夫が高血圧悪化を理由に引退。その後継として、同年10月に行われた第35回衆議院議員総選挙に旧愛知4区から社会党公認で立候補するも、次点で落選。1980年6月の第36回総選挙でも落選。
2013年1月19日、死去。89歳没。死没日をもって従四位に叙される。

## 栄典
- 1993年11月3日 - 勲二等瑞宝章受章[11][12]
- 2013年1月19日 - 従四位